# Гордон, Августа
Авгу́ста Го́рдон (англ. Augusta Gordon), в первом браке Ке́ннеди-Э́рскин ((англ. Kennedy-Erskine), в девичестве Фицкла́ренс (англ.  FitzClarence), 17 ноября 1803, Буши-хаус, Теддингтон, Лондон — 8 декабря 1865, Лондон) — британская аристократка, восьмой внебрачный ребёнок короля Вильгельма IV (тогда — герцога Кларенс) и его давней любовницы актрисы Дороти Джордан. В 1827 году Августа вышла замуж за достопочтенного Джона Кеннеди-Эрскина, младшего сына 13-го графа Кассилис. У них было трое детей. В 1831 году он скончался. Через пять лет она вышла замуж за лорда Фредерика Гордона, третьего сына 9-го маркиза Хантли. Была матерью писательницы Вильгельмины Фицкларенс, графини Мюнстер.

## Ранняя жизнь
Августа Фицкларенс родилась 17 ноября 1803 года в Буши-хаусе, Теддингтон, Лондон. Она стала четвёртой незаконнорождённой дочерью Вильгельма, герцога Кларенс, будущего короля Великобритании Вильгельма IV и его многолетней любовницы актрисы Дороти Джордан. У Августы было четверо сестер и пятеро братьев, носивших фамилию Фицкларенс. Вильгельм не мог заключить официальный брак с Дороти Джордан, поэтому они в течение двадцати лет жили вместе со своими детьми. В 1797 году они переехали из Кларенс-Лоджи в Буши-хаус, где жили до 1807 года. Там и родилась Августа.

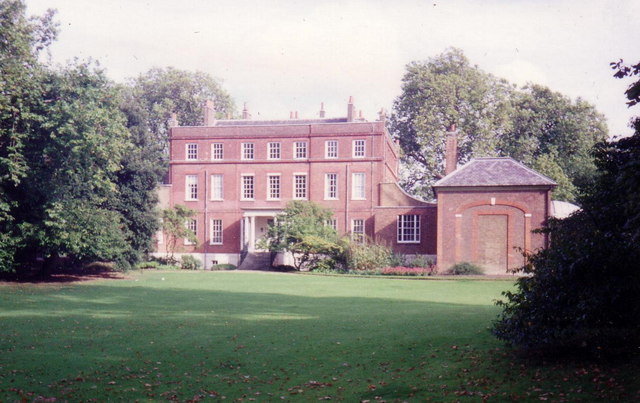
Место рождения Августы — Буши-хаус в 1992 году.

Дочь Августы Вильгельмина позже напишет в своих мемуарах, что Буши-хаус был «счастливым и любимым домом меня и моей матери, пока в 1818 году королю не пришлось вступить в брак с принцессой Аделаидой Саксен-Мейнингенской». Вильгельм расстался с Дороти в 1811 году, но продолжал обеспечивать её и их общих детей. Она получала 4400 фунтов стерлингов, заботясь о детях. В январе 1812 года Дороти переехала из Буши-хауса, так как не хватало средств на его содержание. Она продолжила выступать на сцене. В 1815 году актриса переехала в Булонь во Франции, убегая от кредиторов. 5 июля 1816 года она скончалась, оставив после себя небольшую сумму денег.
Новая жена Вильгельма, принцесса Аделаида стала для детей Дороти заботливой матерью, так как своих детей у Вильгельма и Аделаиды не было (две девочки умерли в детстве). В 1818 году Августе, её братьям и сёстрам было назначено содержание в размере 500 фунтов стерлингов. В 1830 году Вильгельм взошёл на английский престол. В следующем году он дал своему старшему сыну от брака с Дороти титул 1-го графа Мюнстер. Дети часто посещали отца во дворце. Это очень не нравилось герцогине Кентской, которая считала, что незаконнорождённые дети короля плохо влияют на воспитание её дочери Виктории. Король Вильгельм любил своих детей и недолюбливал герцогиню Кентскую, которая отгородила свою дочь от общения с королём и его детьми.

## Браки и дети
5 июля 1827 года Августа вышла замуж за достопочтенного Джона Кеннеди-Эрскина, младшего сына 13-го графа Кассилис. Жених был капитаном и служил в 16 королевском уланском полку, а также в качестве шталмейстера короля Вильгельма IV с 1830 года. В браке родилось трое детей:

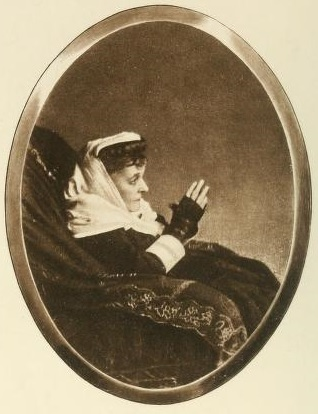
Графиня Вильгельмина Мюнстер, дочь Августы в 1904 году.

- Уильям Генри Кеннеди-Эрскин (1828—1870) — женился на Кетрин Джонс в 1862 году, имел детей, среди которых была шотландская писательница Виолет Яков[англ.];
- Вильгельмина Кеннеди-Эрскин (1830—1906) — супруга своего двоюродного брата Уильяма Фицкларенса, 2-го графа Мюнстер (1824—1901), имела с ним девятерых детей[14];
- Августа Анна Милиссента Кеннеди-Эрскин (1831—1895) — супруга Джеймса Хей Эрскин Вемисса[англ.], имела пятерых детей.

Августа любила ботанику, занималась рукоделием. Джон унаследовал имение своего деда по материнской линии, находящееся в регионе Ангус, Шотландия, где Августа стала хозяйкой. Имя Августы упоминается в книге Хью Массингбергда «Великие дома Шотландии» (англ. Great Houses of Scotland). Джон умер 6 марта 1831 года. Младшая дочь супругов Августа Анна Милиссента родилась уже после смерти отца, через несколько месяцев. Историк Флора Фрейзер пишет, что «король очень оплакивал своего рано ушедшего из жизни зятя».
После смерти супруга Августа вместе с тремя детьми стала проживать в Брикхаусе на реке Темза. Король часто навещал свою дочь и внуков, а они, в свою очередь, часто бывали в Виндзорском замке. Августа имела дом в Брайтоне.
24 августа 1836 года Августа вышла замуж во второй раз. Её мужем стал Лорд Фредерик Гордон Холлибертон, третий сын 9-го маркиза Хантли. Гордон был морским офицером, в 1868 году стал адмиралом ВМС, детей в браке не было.
Второй брак не устраивал родителей первого мужа Августы, и они попросили её освободить их дом, где она проживала вместе с Джоном.. Августа обратилась за помощью к отцу-королю, и тот предоставил супругам несколько комнат в Кенсингтонском дворце в Лондоне, а свою дочь Вильгельм сделал главной домохозяйкой дворца после смерти сестры Августы Софии, баронессы де Л’Айл и Да́дли 10 апреля 1837 года. Здесь супруги проживали в течение многих лет. В 1847 году они совершили длительное путешествие на континент. Посетили Германию, Францию и Италию. В 1850 году они вернулись обратно и дочери Августы были выведены в высшее общество. Обе они заключили свои браки в 1855 году.
Скончалась внебрачная дочь короля в 1865 году. Второй супруг пережил её на двенадцать лет.